# Stepanos IV de Romqla
Stepanos IV de Romqla (o Klaietsi) fou patriarca de l'església armènia, escollit a la deposició del seu antecessor Constantí II Pronagortz i més proper a la voluntat del rei Hethum II d'Armènia Menor.
El 29 de juny de 1292 les tropes del sultà mameluc d'Egipte, Al-Ashraf Khalil van ocupar Rumqala o Hromgla (Romqla) la residència dels patriarques. Stepanos fou portat presoner a Damasc on va morir el 1293. El patriarca següent, Grigor VII d'Anazarbe, es va instal·lar a Sis, capital del regne d'Armènia Menor, que serà la seu fins al 1441.